# 万寿寺站
万寿寺站是一个位于中国北京市海淀区紫竹院街道西三环北路跨南长河处北側，属于北京地铁16号线的地铁车站，2020年12月31日随16号线中段开通运营，东南方向为万寿寺。

## 车站结构

### 车站楼层
本站为地下三层三跨暗挖车站，地下一层为站厅，地下二层（乘客无法进入）为车站设备层，地下三层为站台层。车站总长262.1米，为全暗挖施工，车站底板埋深为25.55米，车站中心线处轨顶绝对标高为28.77米。本站以“艺美京华”为设计主题。
| 地面层          | 出入口                         | A—D出入口                        |
| 地下一层 站厅层 | 站厅                           | 票务服务、自动售票机、一卡通充值 |
| 地下二层        | 设备层                         | 车站设备                         |
| 地下三层 站台层 |                                | █ 16号线往北安河（苏州桥）       |
| 地下三层 站台层 | 岛式站台，左側開门             |                                  |
| 地下三层 站台层 | █ 16号线往宛平城（国家图书馆） |                                  |

### 站厅

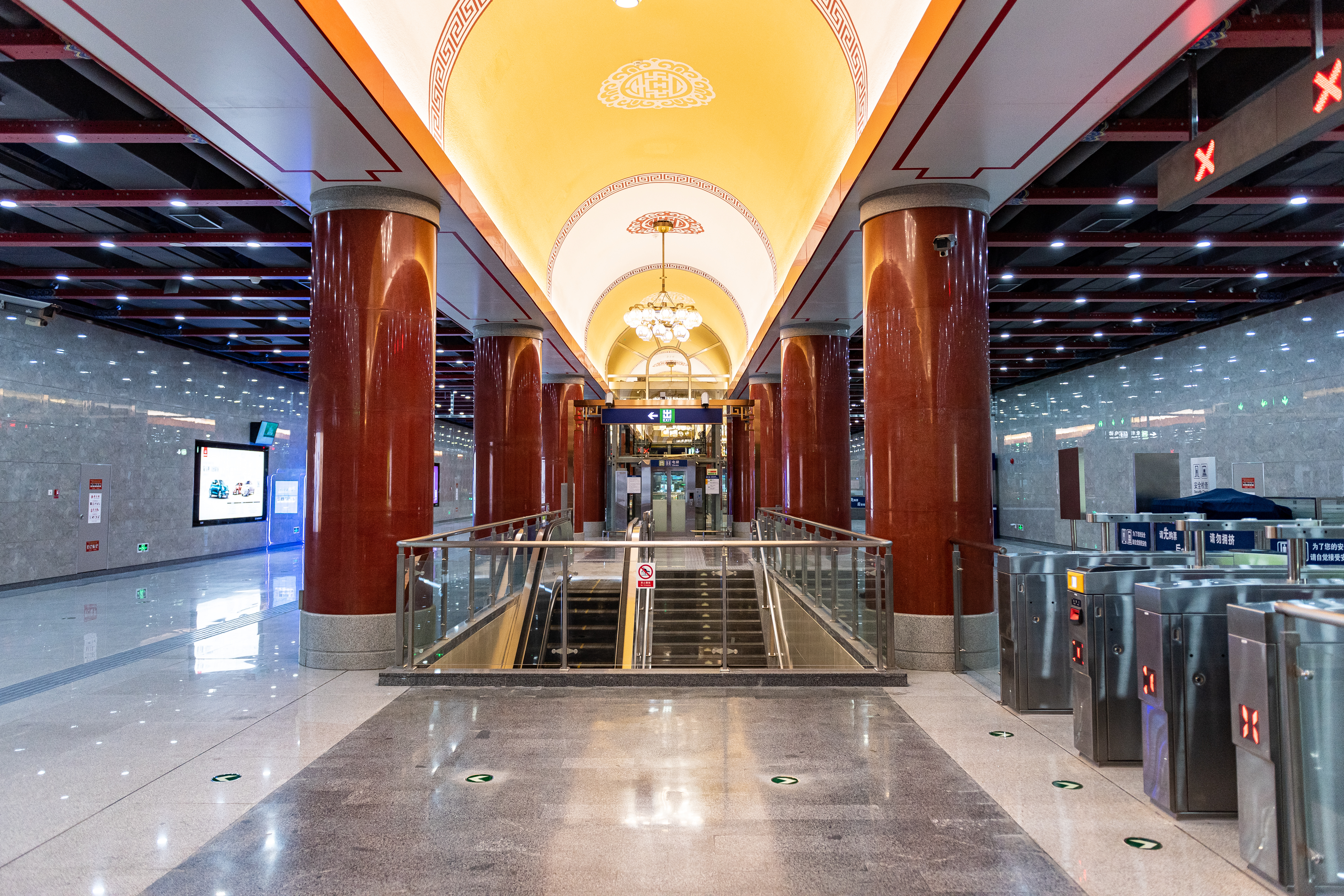
站厅（2020年12月摄）

万寿寺站站厅位于地下一层，宽19.7米。

### 站台
万寿寺站采用島式月台，站台宽12米。

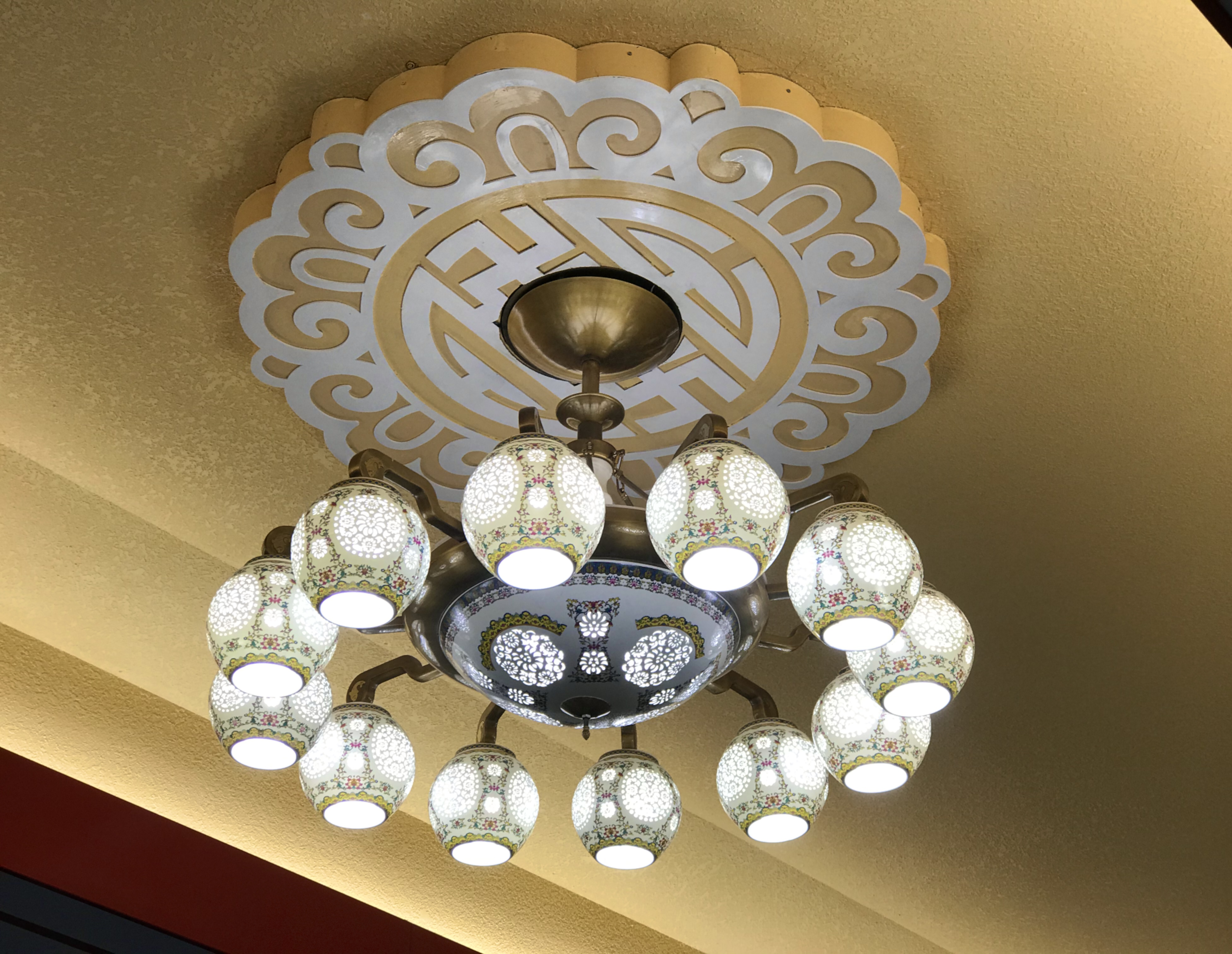
站台上的吊灯

### 出入口
万寿寺站初期设3个出入口，其中路西2个（A西北、D西南），路东1个（C东南）。
|                       |                    | |      |                |
| 编号                  | 指示               | 建议前往的目的地 | 照片 | 无障碍设施图片 |
| 出口 · A              | 西三环北路（西侧） | 中央团校中青院、北京万年青宾馆、北京外研书店（北外店）                                                               |      | 不適用         |
| 出口 · C              | 西三环北路（东侧） | 广源大厦、中国剧院、北京艺术博物馆（万寿寺）、延庆寺、中央社会主义学院、万寿寺派出所、北京理工大学附属中学（东校区） |      | 不適用         |
| 出口 · D · 升降机标志 | 西三环北路（西侧） | 南长河公园、北京香格里拉饭店                                                                                         |      |                |
| 註： 設有             |                    | |      |                |

## 车站历史
2010年6月发布的16号线初步规划将万寿寺作为重要节点之一，2013年确定的16号线车站也包括万寿寺站。
万寿寺站于2014年3月开工，该站属于16号线工程13合同段，由中国建筑第八工程局有限公司承建。出于车站建设需要，东南口处一座横跨三环的过街天桥被拆除。
2022年7月8日，在《北京市轨道交通第三期建设规划（2022-2027年）》环境影响评价第二次公示中，7号线北延至本站的项目被列入第三期建设规划。